# 北京市什刹海体育运动学校

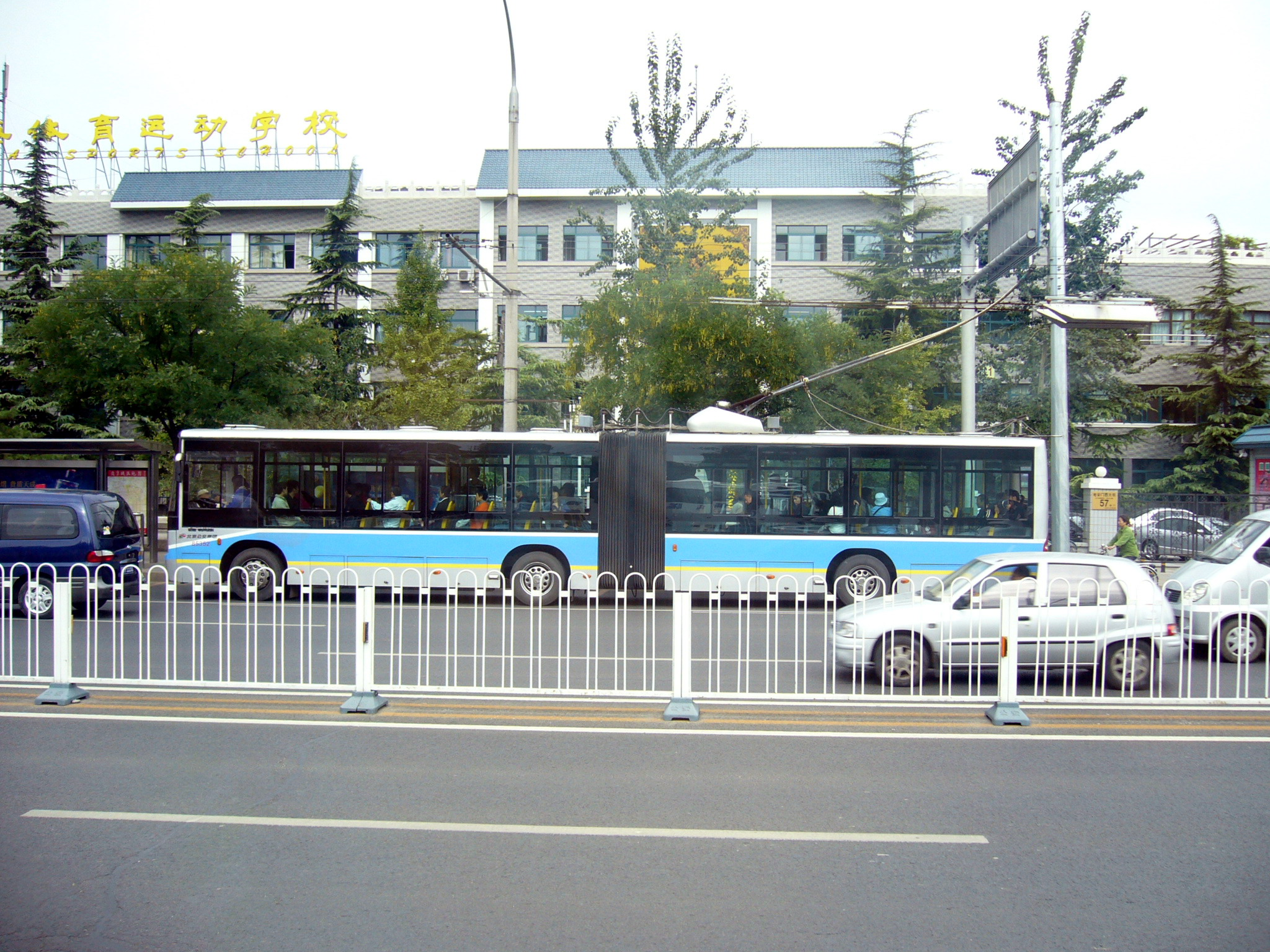
北京市什刹海体育运动学校

北京市什刹海体育运动学校，有时可称北京市第一零零中学，是位于中国北京市什刹海西岸的一座体育中等专业学校，地址为北京西城区地安门西大街57号，现设有武术、体操、排球、乒乓球、羽毛球、网球、举重、散打、跆拳道、拳击十个训练项目，其中武术、羽毛球（北京羽毛球队）和跆拳道建有专业运动队。
该校前身是1958年建立的北京市业余体育学校，后改建为什刹海业余武术学校，1970年代改名为什刹海业余体育学校，1980年代初改名为北京市体育运动学校，1986年改为现名。
不少两岸三地的功夫明星均出自该学校，包括李连杰与甄子丹（二人当时为同班同学）、吴京、徐晓冬。除了武术套路、体操、乒乓球以外，出身该校羽毛球运动员成绩特别出色，包括董炯、杜鹏宇、张楠、刘雨辰。

## 著名校友・世界冠军榜
- 范长茂：第37届世界乒乓球锦标赛男子团体冠军，1983年日本
- 马燕红：第23届奥运会女子高低杠冠军，1984年美国
- 陈琳：第5届世界游泳锦标赛女子跳水冠军，1986年西班牙
- 滕毅：第39届世界乒乓球锦标赛男子团体冠军，1987年印度
- 谢军：第七位国际象棋女子世界冠军赛冠军，1991年菲律宾
- 耿贞辉：第1届世界武术套路锦标赛女子刀棍术冠军，1991年中国
- 王涛：第25届奥运会乒乓球男子双打冠军，1992年西班牙
- 邸广文：第2届世界武术套路锦标赛男子长拳冠军，1993年马来西亚
- 张津京：第31届世界体操锦标赛男子团体冠军，1995年日本
- 奎媛媛：第4届世界体操单项锦标赛女子自由体操冠军，1996年波多黎各
- 魏宁：第23届世界跳伞锦标赛女子集体定点冠军，1996年匈牙利
- 董炯：第16届世界杯羽毛球赛男子单打冠军，1996年印度尼西亚
- 左娟：第4届武术套路锦标赛女子刀术冠军，1997年意大利
- 王晨：第44届世界乒乓球锦标赛女子团体冠军，1997年英国
- 李连杰：国家武术贡献奖获得者，1998年中国
- 简增蛟：第5届世界武术套路锦标赛男子刀术冠军，1999年香港
- 刘晓蕾：第5届世界武术套路锦标赛女子刀术冠军，1999年香港
- 孔祥东：第5届世界武术套路锦标赛男子太极剑术冠军，1999年香港
- 梁小桥：第11届世界杯跳水赛女子三米板冠军，1999年新西兰
- 张怡宁：第45届世界乒乓球锦标赛女子团体冠军，2000年马来西亚；第28届雅典奥运会女子乒乓球单打、双打冠军；2004年希腊；第29届北京奥运会女子乒乓球团体、单打冠军，2008年中国
- 刘清华：第6届世界武术套路锦标赛女子剑术冠军，2001年亚美尼亚
- 江邦军：第6届世界武术套路锦标赛男子长拳冠军，2001年亚美尼亚
- 曹彦：第26届世界跳伞锦标赛女子集体定点冠军，2001年西班牙
- 罗微：第16届世界跆拳道锦标赛72公斤级女子冠军，2003年德国；第28届雅典奥运会跆拳道女子-67公斤级冠军，2004年希腊
- 滕海滨：第37届世界体操锦标赛鞍马冠军，2003年美国；第28届雅典奥运会男子体操鞍马冠军，2004年希腊
- 赵庆建：第7届世界武术锦标赛男子长拳、对练冠军，2003年澳门
- 冯坤：第28届雅典奥运会女子排球冠军，2004年希腊
- 张继东：第8届世界武术锦标赛男子枪术冠军，2005年越南
- 姜冲锋：第3届世界杯武术散打比赛男子56公斤级冠军，2006年中国
- 郭焱：第10届世界杯女子乒乓球比赛单打冠军，2006年中国
- 马龙：第48届世界乒乓球锦标赛男子团体冠军，2006年德国
- 张楠：雅典奥运会女子体操全能铜牌，2004年希腊；第39届世界体操锦标赛女子团体冠军，2006年丹麦
- 何可欣：雅典奥运会女子体操全能铜牌，2004年希腊；第29届北京奥运会女子体操团体、高低杠冠军，2008年中国
- 白近斌：第4届世界杯武术散打比赛男子80公斤级冠军，2008年中国
- 丁宁：2009年乒乓球世界杯女子团体赛冠军，2009年奥地利
- 吴迪：第10届世界武术锦标赛枪术比赛冠军，2009年加拿大
- 张楠：第26届汤姆斯杯男子羽毛球团体赛冠军，2010年马来西亚；第27届汤姆斯杯男子羽毛球团体赛冠军，2012年中国；第30届伦敦奥运会混合双打金牌，2012年英国；第31届里约奥运会男子双打金牌，2016年巴西；第30届汤姆斯杯男子羽毛球团体赛冠军，2018年泰国
- 李佳薇：第50届世界乒乓球锦标赛团体赛团体冠军，2010年俄罗斯
- 黄磊：第5届世界杯武术散打比赛90公斤级冠军，2010年中国
- 李昕豫：第11届世界武术锦标赛女子太极拳冠军，2011年土耳其
- 杜鹏宇：第27届汤姆斯杯男子羽毛球团体赛冠军，2012年中国
- 王曦：第12届世界武术锦标赛男子长拳冠军，2013年马来西亚
- 刘雨辰：第30届汤姆斯杯男子羽毛球团体赛冠军，2018年泰国；第24届世界羽毛球锦标赛男子双打冠军，2018年中国